# 248
248（二百四十八、にひゃくよんじゅうはち）は自然数、また整数において、247の次で249の前の数である。

## 性質
- 248 は合成数であり、約数は 1, 2, 4, 8, 31, 62, 124, 248 である。
  - 約数の和は480。
  - 自身248を除く約数の和は232であり不足数である。
  - 約数の和の平均が整数になる8番目の数である。1つ前は204、次は276。
- 約数の和が248になる数は3個ある。(112, 175, 183) 約数の和3個で表せる10番目の数である。1つ前は234、次は270。
- 各位の和が14になる13番目の数である。1つ前は239、次は257。
- 各位の平方和が84になる最小の数である。次は284。(オンライン整数列大辞典の数列 A003132)
  - 各位の平方和が n になる最小の数である。1つ前の83は119、次の85は29。(オンライン整数列大辞典の数列 A055016)
- 各位の立方和が584になる最小の数である。次は284。(オンライン整数列大辞典の数列 A055012)
  - 各位の立方和が n になる最小の数である。1つ前の583は22267、次の585は1248。(オンライン整数列大辞典の数列 A165370)
- 248 = 23 × (25 − 1)
  - n = 3 のときの 2n(2n+2 − 1) = 4 × 4n − 2n の値とみたとき1つ前は60、次は1008。(オンライン整数列大辞典の数列 A171499)
  - 248 = 23 × 31
    - p3 × q の形で表せる13番目の数である。1つ前は232、次は250。(オンライン整数列大辞典の数列 A065036)

  - 248 = 28 − 8
    - n = 8 のときの 2n − n の値とみたとき1つ前は121、次は503。(オンライン整数列大辞典の数列 A000325)

  - 248は完全数496の9番目の約数である。1つ前は124、次は496。(オンライン整数列大辞典の数列 A018487)
    - 完全数を2で割った商を表す数とみたとき3番目の数である。1つ前は14、次は4064。(オンライン整数列大辞典の数列 A133028)
    - 完全数の約数とみたとき18番目の数である。1つ前は128、次は254。(オンライン整数列大辞典の数列 A096360)
- 248 = 22 + 102 + 122 = 42 + 62 + 142
  - 3つの平方数の和2通りで表せる60番目の数である。1つ前は238、次は250。(オンライン整数列大辞典の数列 A025322)
  - 異なる3つの平方数の和2通りで表せる43番目の数である。1つ前は246、次は249。(オンライン整数列大辞典の数列 A025340)
- 1を除く自身の桁1個を使って余りなく割り切ることができる127番目の数である。1つ前は246、次は250。(オンライン整数列大辞典の数列 A185186)
  - 1を除く自身の桁の異なる2個を使って余りなく割り切ることができる21番目の数である。1つ前は246、次は250。(オンライン整数列大辞典の数列 A187516)
    - 1を除く自身の桁の異なる3個を使って余りなく割り切ることができる最小の数である。次は264。(オンライン整数列大辞典の数列 A187398)
    - 1を除く自身の桁の異なる n 個を使って余りなく割り切ることができる最小の数である。1つ前の2個は24、次の4個は2364。(オンライン整数列大辞典の数列 A187584)
- 最初の2つの桁の数の積の値が残りの桁の数になる13番目の数である。1つ前は236、次は313。(オンライン整数列大辞典の数列 A280635)
  - 248 → 2 × 4 = 8
- 248 = 35 + 5
  - n = 5 のときの 3n + n の値とみたとき1つ前は85、次は735。(オンライン整数列大辞典の数列 A104743)
- 248 = {\displaystyle \sum _{k=1}^{8}(k^{2}+k+1)}
  - n = 8 のときの {\displaystyle \sum _{k=1}^{n}(k^{2}+k+1)} の値とみたとき1つ前は175、次は339。(オンライン整数列大辞典の数列 A145069)

## その他 248 に関連すること
- 年始から数えて248日目は9月5日。
- 西暦248年
- 第248代ローマ教皇はクレメンス13世（在位：1758年7月6日～1769年2月2日）である。
- 令和は大化から数えて248番目の元号である。
- スカパー!のCh.248 ベネッセチャンネル。

2022年現在の参議院の定数は248人である。